# Kertasari, Purwakarta
Kertasari är en administrativ by i Indonesien.   Den ligger i provinsen Jawa Barat, i den västra delen av landet, 90 km sydost om huvudstaden Jakarta.